# La madrastra (1962)
La madrastra é uma telenovela mexicana, produzida pela Televisa e exibida em 1962 pelo Telesistema Mexicano.

## Elenco
- Gloria Marín
- Eduardo Fajardo
- Raúl Ramírez
- Susana Alexander